# Сліповрон (герб)
Сліповрон, або Слєповрон чи Слеповрон — родовий герб, яким користувалися понад 350 шляхетських родів у Польщі, Литві, Україні і Російській імперії.

## Історія
Герб сформувався при наступних обставинах: коли сім'я Корвіна (Wegier Korwin) мала намір поріднитися з родом Побугів (Pobóg) шляхом шлюбу з єдиною дочкою цього роду, голова сім'ї Корвінів переробив компонування сімейного герба, додавши до підкови свій старовинний символ — ворона з золотим кільцем у дзьобі. Вважають також, що Корвін потрапив до Польщі з Угорщини, намагаючися зробити собі кар'єру на військовій службі. А в самій Угорщині сім'я Корвінів вела своє літочислення від римської сім'ї Корвіні (Corvini).
Достатньо відома в стародавньому Римі людина та воїн на ім'я Валеріус Корвініус (Corvinius) зумів у важкому двобої здолати воїна з армії франків, до того ж велику допомогу йому послужив чорний ворон, який, прилетівши невідомо звідки, сів на шолом Корвініуса й допомагав йому за допомогою дзьоба, кігтів і крил здолати супротивника. Саме з тієї доби за Валеріусом закріпилося друге, в подальшім родинне, ім'я Corvinus (від слова corvus — ворон — «raven»). Така легенда, якоюсь мірою підтверджується поряд з описами живоття почесних римлян, що збереглися. Є й інші дані, що доводять стародавніше використання ворона із золотим кільцем для гербів і печаток.

## Опис
На тлі синього щита розташовані срібна підкова у вертикальному положенні, на її верхній частині стоїть хрест, на якому сидить чорний ворон з розпрямленими для польоту крилами і тримає в дзьобі золоте кільце. Ворон дивиться в праву частину щита. На герцогському шоломі, увінчаному короною, сидить такий же ворон.

## Гербовий рід
Значна кількість сімей, зокрема: Богуславські, Бекаревичі, Ворожбет, Ворожбіт, Городинські, Гутовські, Жуки, Завісловські, Каменські, Корвіни, Конявські, Крассовські, Купчинські, Кучинські, Марецькі, Мирошевські, Микуцкі, Мошковські, Милевські, Милковські, Мроковські, Нiшч, Новосельські, Ольшевські, Павлівські, Піотровські, Пулаські, Сарновські, Скібнєвські, Слєповронські, Соболевські, Суходольські, Фіялковські, Ціцерські, Чорномські, Шимановські, Ястржебські[джерело?].